# سامسونج جالكسي جي 1
سامسونج جلاكسي J1 (بالإنجليزية: Samsung Galaxy J1)‏ هو هاتف ذكي من إلكترونيات سامسونج يعمل بنظام أندرويد تم الكشف عنه في يناير 2015، تم طرحه في الأسواق في فبراير 2015 .

## الخصائص
| معلومات                          | معلومات |
| -------------------------------- | --- |
| وصف                              | معروف ايضا بأسم Samsung SM-J100F, SM-J100FN, SM-J100H, SM-J100H/DD, SM-J100H/DS, SM-J100M, SM-J100MU ونسخه اخري dual-SIM card slots |
| الشبكة                           | |
| الجيل الثانى                     | GSM 850 / 900 / 1800 / 1900 - الشريحة الاولي والشريحة الثانية                                                                       |
| الجيل الثالث                     | HSDPA 900 / 2100 |
| شريحة الاتصال                    | اختياري شريحيتن (الشريحتين في وضع الاستعداد)                                                                                        |
| تاريخ الصنع                      | |
| أعلن                             | 2015، يناير |
| تاريخ نزوله الاسواق              | 2015، فبراير |
| الأبعاد                          | |
| ابعاد الموبايل                   | 129 × 68 × 8.9 ملم |
| الوزن                            | 122 جرام |
| الشاشة                           | |
| النوع                            | TFT كابستيف تدعم اللمس 16 مليون لون                                                                                                 |
| الحجم                            | 480 × 800 بكسل، 4.3 بوصة |
| كثافة                            | 217 نقطة في البوصة |
| اللمس المتعدد                    | لا يدعم |
| الصوت                            | |
| أنواع التنبية                    | الاهتزاز؛ MP3، نغمات WAV |
| مكبر الصوت                       | يدعم |
| جاك 3.5 مم                       | يدعم |
| الكاميرا                         | |
| الكاميرا الأساسية (الخلفية)      | 5 ميجا بكسل، 2592 × 1944 بكسل، ضبط تلقائي للصورة، فلاش LED                                                                          |
| مميزات                           | وضع العلامات الجغرافية، والتركيز تعمل باللمس، وكشف الوجه                                                                            |
| الفديو                           | يدعم، بجودة تصل 1080p و30 لقطة في الثانية                                                                                           |
| الكاميرا الثانوية (الأمامية)     | 2 ميجا بكسل |
| نظام وإمكانيات الهاتف            | |
| نظام التشغيل                     | إصدار الأندرويد 4.4.2 كيت كات |
| نوع المعالج                      | Spreadtrum |
| سرعة المعالج                     | ثنائي النوة 1.2 جيجا هرتز Cortex-A7                                                                                                 |
| معالج رسومي                      | Mali-400 |
| أجهزة الاستشعار                  | التسارع، والقرب |
| الذاكرة                          | |
| فتحة البطاقة (Card Slot)         | بطاقة الذاكرة - تصل إلى 32 جيجا بايت                                                                                                |
| الذاكرة الداخلية                 | 4 جيجا، 512 ميجا رام |
| البيانات                         | |
| جى بى آر إس GPRS                 | يدعم |
| سرعة انترنت الجيل الثانى (EDGE)  | يدعم |
| سرعة انترنت الجيل الثالث (+HSPA) | يدعم HSPA و+HSPA |
| الشبكات المحلية اللاسلكية (WLAN) | Wi-Fi 802.11 b/g/n واي فاي |
| رسائل                            | الرسائل القصيرة، رسائل الوسائط المتعددة، البريد الإلكتروني، ودفع البريد الإلكتروني                                                  |
| البلوتوث                         | يدعم، الاصدار الرابع مع A2DP |
| يو اس بي                         | يدعم، microUSB الاصدار الثانى 2.0                                                                                                   |
| مواصفات آخرى                     | |
| تصفح الانترنت                    | HTML |
| الراديو                          | FM |
| GPS                              | يدعم، مع دعم A-GPS وGLONASS |
| Java                             | يدعم، عن طريق جافا MIDP المحاكي |
| الألوان المتاحة                  | ابيض، اسود، ازرق |
| البطارية                         | |
| النوع                            | ليثيوم أيون 1850 mAh مللي امبير |